# Apamea discors
Apamea discors är en fjärilsart som beskrevs av Smith 1909. Apamea discors ingår i släktet Apamea och familjen nattflyn. Inga underarter finns listade i Catalogue of Life.